# Kunstraub
Kunstraub (с нем. — «Кража искусства») — восьмой студийный альбом немецкой фолк-метал группы In Extremo.

## История создания
Идея записать новый альбом пришла уже на следующий год после предыдущего, Sterneneisen, вышедшего в 2011 году. Вдохновение пришло, когда кто-то из участников группы, смотря телевизор, наткнулся по на репортаж новостей, в котором рассказывали о краже картин всемирно известных художников из галереи Kunsthalle в Роттердаме, Нидерланды. Несколько румынских воров посреди ночи вскрыли замок при помощи отвертки и других подручных материалов, после чего похитили семь шедевров и благополучно скрылись до прихода полиции. Среди украденных оказались работы Гогена, Моне, Пикассо и других художников. Благодаря легкости, с которой воры провернули сенсационную кражу, она получила название «кража за две минуты».
Участники группы, вдохновившись этим событием, решили посвятить ему целый альбом. Запись, как всегда, проходила под городом Зиген, в земле Мюнстерланд, в небольшой деревушке, где расположена Principal Studio. За 10 лет сотрудничества In Extremo отлично сработались с командой продюсеров и решили, даже выйдя на новый уровень, не изменять «старой традиции». При этом группа, несмотря на название и вдохновение, вновь не создала концептуального альбома, и краже искусства посвящена лишь заглавная песня.
В плане звучания In Extremo пошли ещё дальше, чем раньше. В новом альбоме группа представила мощную смесь из волынок и гитарного звучания, появилось больше гитарных проигрышей, вместе с тем, использовано несколько новых средневековых инструментов. Также этот альбом выделяется тем, что на нём отсутствуют песни на иностранных языках — это самый первый альбом In Extremo, на который они не поместили ни одной традиционной песни. Также это первый за долгое время альбом, в который In Extremo не приглашали к сотрудничеству участников из других групп.
Szene: Как появились тексты к этому альбому и как так получилось, что в этот раз вы поете исключительно на немецком?
Шпеки: Действительно, это первый альбом In Extremo, который обошёлся без всех этих мертвых языков. Но в Limited Edition присутствуют ещё две песни, одна из которых написана на древневерхненемецком. Я думаю, это говорит в пользу качества текстов. В этот раз мы не испытывали трудностей с тем, чтобы создать хорошую песню, для которой мы хотели бы использовать инструментальный материал и связать его с иноязычным текстом, который в наше время никто не понимает, только для того, чтобы поместить эту песню в альбом. На этот раз сие даже не обсуждалось. Также мы почти не обсуждали приглашение в альбом каких-либо гостей, что имело место раньше. У нас просто было хорошее чувство - так что это творение впервые обошлось без гостевого музыканта.
Первые новости о том, что грядет появление нового альбома, просочились ещё в начале 2013 года. В течение лета выходили тизеры — небольшие записи из студии, подогревающие интерес к процессу создания. В них также можно было услышать инструментальные отрывки песен с нового альбома. 18 сентября вышел первый сингл — «Feuertaufe», а также клип на него. Вскоре после этого журнал Metal Hammer опубликовал большое интервью с Михаэлем, Шпеки и Пимонте, в котором велась подробная и обстоятельная беседа о Kunstraub. К журналу прилагался сборник Bruchstücke, содержащий раритетные песни группы, включая несколько демозаписей песен к новому альбому. Сам Kunstraub вышел в свет 27 сентября.
Альбом получил в основном положительные отзывы критиков. Фанаты приняли его неоднозначно — одни отмечали небывалый драйв, энергетику, другие критиковали за всё больший отход от первоначального стиля, коммерциализации и отсутствии иноязычных текстов. Сами In Extremo позиционируют Kunstraub новой вехой в истории своего развития. Обложка альбома выглядит довольно незамысловатой — красное полотно в картинной раме, измазанное краской и оклеенное оградительной лентой. Однако буклет изображает всех семерых участников группы в весьма оригинальном виде: их лица были пририсованы к портретам, написанным Рембрандтом (к примеру, вокалист группы, Das letzte Einhorn, стал «лицом» портрета «Человек в восточном костюме», басист Die Lutter — «Портрет Мартина Лоотена» и т. д.). Для того, чтобы создать такие работы, группа обратилась к братьям Позиным, русским мастерам, живущим в Берлине и создающим копии картин известных художников.
Песни в альбоме повествуют о совершенно разной тематике. Открывающая «Der die Sonne schlafen schickt» — об алкоголизме, «Wege ohne Namen» — о пути самих In Extremo, которым они движутся, «Lebemann» — о праздном человеке, живущем сегодняшним днем, «Himmel und Hölle» — романтическая история про рай и ад, «Gaukler» — дань уважения давним традициям группы, а также сегодняшнее состояние средневековых ярмарок в Германии, «Kunstraub» — заглавная песня о краже искусства, «Feuertaufe» — песня о родственных душах и совместных приключениях, «Du und ich» — о сложных отношениях между мужчиной и женщиной, «Doof» — о дураке, попадающем в разные неприятности, «Alles schon gesehen» — о человеке, разрушившем свою жизнь наркотиками, «Belladonna» — полная символизма песня о сексуальной ведьме, «Die Beute» — также очень символичная песня об охоте, но охоте за страстью.
Альбом вышел в нескольких вариантах, включая iTunes, винил, а также бонусное издание, содержащее фильм о создании альбома и два бонус-трека — «Bunter Vogel» и «Meie Din» (последняя — песня XIII века на древневерхненемецком языке, написанная Нейдхартом фон Ройенталем, что все-таки сохраняет некоторые традиции In Extremo).
Осенью 2013 года стартовал большой тур, прошедший в Германии, а также затронувший столицы некоторых западноевропейских государств. Весной 2014 года In Extremo приехали в Россию, впервые совершив большой тур и посетив не только столичные города: в него вошли Ростов-на-Дону, Краснодар, Ставрополь, Екатеринбург, Санкт-Петербург и Москва. Два концерта на Украине — в Киеве и Харькове — пришлось отменить из-за проходивших там политических событий. Также специально к этому туру официальный магазин группы, Puckshop, выпустил особый тираж футболок в количестве 50 штук.
С началом тура In Extremo предстали перед публикой в обновленных сценических костюмах и с новым дизайном сцены. Из нового альбома первоначально исполнялось 8 треков (все, кроме «Wege ohne Namen», «Die Beute», «Du und ich» и «Doof»). Однако с первыми концертами 2014 года группа сильно урезала их количество, оставив лишь 4 — «Gaukler», «Feuertaufe», «Himmel und Hölle» и «Belladonna». Эти же песни исполняются и по сей день. Иногда в сет-лист возвращается «Alles schon gesehen».

## Композиции
| №   | Название                         | Длительность |
| --- | -------------------------------- | ------------ |
| 1.  | «Der die Sonne schlafen schickt» | 3:56         |
| 2.  | «Wege ohne Namen»                | 4:21         |
| 3.  | «Lebemann»                       | 3:21         |
| 4.  | «Himmel und Hölle»               | 3:55         |
| 5.  | «Gaukler»                        | 3:51         |
| 6.  | «Kunstraub»                      | 3:22         |
| 7.  | «Feuertaufe»                     | 3:26         |
| 8.  | «Du und ich»                     | 3:29         |
| 9.  | «Doof»                           | 3:49         |
| 10. | «Alles schon gesehen»            | 3:28         |
| 11. | «Belladonna»                     | 4:00         |
| 12. | «Die Beute»                      | 3:40         |
| 13. | «Bunter Vogel (бонус-трек)»      | 4:37         |
| 14. | «Meie Din (бонус-трек)»          | 4:30         |

## Дополнительные факты
- Песни Kunstraub, Der die Sonne schlafen schickt и Lebemann исполнялись только в 2013 году, и с тех пор ни разу не засветились ни на одном концерте.
- Сингл Feuertaufe содержит две версии одноименной песни: обычную и акустическую.
- В чартах Kunstraub занял лишь второе место (на первом оказался немецкий рэпер Casper), оказавшись слабее двух своих предшественников Sterneneisen и Sängerkrieg, занявших первые места.

## Состав записи
- Михаэль Райн — вокал
- Dr. Pymonte — арфа, шалмей
- Yellow Pfeiffer — волынка, шалмей
- Flex der Biegsame — волынка, шалмей, колёсная лира
- Van Lange — гитара
- Die Lutter — бас-гитара
- Specki T.D. — ударные